# Carewicz
Carewicz (ros. царевич) – tytuł określający syna cara (Rosji, Bułgarii, Serbii). Tytuł określający córkę cara to carewna (ros. царевна). 
Na Rusi od XVI wieku słowa carewicz używano w dwóch znaczeniach: 
- pierwszym - dla określenia syna cara rosyjskiego,
- drugim - dla określenia potomków (nie tylko synów) książąt gruzińskich i tatarskich chanów (kazańskich, syberyjskich i in.). Najznamienitszym nierosyjskim carewiczem w Rosji był chan kasimowski.

W XVIII wieku tytuł ten stopniowo zarzucono, wprowadzając w zamian tytuł cesarzewicza (cesarzówny) oraz wielkiego księcia (wielkiej księżnej). Ostatnim, któremu przysługiwał tytuł carewicza, był Aleksy Piotrowicz Romanow.
Ze względu na swoje historyczne znaczenie, termin nie powinien być używany dla określenia wszystkich synów cesarzy rosyjskich, a jedynie następców tronu.
W Polsce, obok powyższych znaczeń, słowa 'carewicz' używano także w odniesieniu do szlachty pochodzenia tatarskiego, wywodzącej się od synów lub krewnych chana, a także wobec synów chana krymskiego, zwanego carem lub carzem perekopskim. Stąd carewiczami (carzewicami, carzykami) określano także synów chana oraz jego potomków w dalszych pokoleniach.